# Fonz (jeu vidéo)
Fonz est un jeu vidéo de course développé et édité par Sega sur borne d'arcade en 1976. Le jeu est inspiré du personnage fictif Fonzie de la série Happy Days des années 1970. Il s'agit du premier jeu à disposer de la vibration.

## Système de jeu
Fonz est un jeu de course en noir et blanc basé sur la 2.5D à la troisième personne. L'hôte doit aller le vite possible sans déraper de la route ou entrer en collision avec d'autres motos. Dès qu'une collision avec une autre moto se produit, le guidon vibre et l'écran affiche une image inversée. La taille de la moto peut être modifiée par le joueur pour augmenter la difficulté.